# Emballonura beccarii
Emballonura beccarii is een zoogdier uit de familie van de schedestaartvleermuizen (Emballonuridae). De wetenschappelijke naam van de soort werd voor het eerst geldig gepubliceerd door Wilhelm Peters en Giacomo Doria in 1881.

## Voorkomen
De soort komt voor in Indonesië en Papoea-Nieuw-Guinea.